# Anaclet Wamba
Anaclet Wamba (ur. 6 stycznia 1960 w Liranga, Kongo) – kongijski bokser zawodowy posiadający również obywatelstwo francuskie. Były mistrz świata federacji WBC oraz były mistrz Europy EBU w wadze junior ciężkiej.

## Kariera amatorska
Wamba jako amator reprezentował Kongo na Igrzyskach Olimpijskich w Moskwie w 1980 roku w wadze półciężkiej przegrywając w pierwszym pojedynku z australijskim pięściarzem Bennym Pike przez KO w drugiej rundzie.

## Kariera zawodowa
Debiutował na zawodowych ringach 27 listopada 1982 nokautując w pierwszej rundzie Guya Telussona. 16 października 1985 w swoim piętnastym pojedynku poniósł pierwszą porażkę ulegając na punkty przyszłemu mistrzowi Wielkiej Brytanii w wadze ciężkiej Horace Notice. 11 listopada 1989 zmierzył się z Włochem Angelo Rottolim pokonując go niejednogłośną decyzją i zdobywając pas EBU. Po trzech kolejnych zwycięstwach 8 grudnia 1990 zmierzył się z włoskim mistrzem federacji WBC w wadze junior ciężkiej Massimiliano Duranem przegrywając przez dyskwalifikację w dwunastej rundzie. Po kolejnych dwóch zwycięskich walkach 21 lipca 1991 doszło do pojedynku rewanżowego gdzie Wamba pokonał Durana przez nokaut w 11 rundzie odbierając mu pas WBC. 13 grudnia 1991 ponownie spotkał się z Duranem również pokonując Włocha przez techniczny nokaut w jedenastej rundzie. 4 kwietnia 1992 znokautował w ósmej rundzie byłego mistrza IBF w wadze junior ciężkiej Rickeya Parkeya. Swój pas obronił sześciokrotnie, w tym w swojej ostatniej obronie 3 grudnia 1994 pokonał argentyńskiego pięściarza Marcelo Fabian Domingueza przez decyzję większości. Niecały miesiąc później 30 grudnia pokonał mało wymagającego Perfecto Gonzaleza (0-8). gdy w swojej kolejnej obronie odmówił walki rewanżowej z Dominguezem który miał status tymczasowego mistrza, federacja WBC zadecydowała o pozbawieniu go mistrzowskiego pasa. Po tej decyzji Wamba postanowił zakończyć karierę.